# Phare de Svörtuloft
Le phare de Svörtuloft, en islandais Svörtuloftaviti, est un phare d'Islande.

## Géographie
Le phare est situé sur la pointe occidentale de la péninsule de Snæfellsnes, dans la région de Vesturland et le parc national de Snæfellsjökull. Il domine la falaise de Saxhólsbjarg, lieu de nidification de nombreux oiseaux de mer, et point d'observation de baleines réputé.

## Histoire
Le phare actuel est construit en 1931 selon un projet de Benedikt Jónsson, mais avant cela, il y avait un phare à cadre en acier de dix mètres de hauteur datant de 1914[réf. nécessaire].

## Caractéristique lumineuse
La caractéristique lumineuse du phare est Fl(2)W 10s (deux feux blancs clignotants toutes les dix secondes)[réf. nécessaire].